# Wskaźnik znaczenia ekologicznego
Wskaźnik znaczenia ekologicznego Q – wskaźnik stosowany w badaniach ekologicznych i zoocenologicznych do opisu zgrupowań zwierząt (zoocenoza).
Wskaźnik znaczenia ekologicznego spotykany jest w niektórych podręcznikach ekologicznych. Z założenia ma integrować informacje o liczebności (dominacja) i częstości (frekwencja) występowania. W badaniach faunistycznych jest dość rzadko wykorzystywany. Uśredniać się mogą wyniki: podobne wartości u gatunków rzadkich a licznych (niska frekwencja, duża dominacja) oraz gatunków pospolitych a mało licznych (duża frekwencja, niska dominacja). Niemniej jednak w obu przypadkach zakładać możemy dużą rolę ekologiczną gatunku – w pierwszy w wyniku dużej liczebności, w drugim pospolitości występowania. Dla uniknięcia pomyłek stosuje się oznaczenie Q (Kasprzak i Niedbała 1981) dla odróżnienia od Wze – (zob. Wskaźnik naturalności):
{\displaystyle Q={\sqrt {DF}}}
lub
{\displaystyle Q={\sqrt {CD}}}
oraz w ujęciu procentowym (wzór Dziuby, za Kasprzakiem i Niedbałą 1981):
{\displaystyle Q={\frac {CD}{100}}}
gdzie:
{\displaystyle D} – dominacja,
{\displaystyle F} – frekwencja,
{\displaystyle C} – stałość występowania.
Wartości wskaźnika podzielono na klasy:
- Q5 – bardzo wysoki > 30,00%,
- Q4 – wysoki 15,01–30,00%,
- Q3 – średni 10,01–15,00%,
- Q2 – niski 5,01–10,00%,
- Q1 – bardzo niski <5,00%.

Źródło: Czachorowski S., 2004. Opisywanie biocenozy – zoocenologia, skrypt elektroniczny dla magistrantów. Maszynopis dostępny w formacie PDF